# 张永 (南朝)
张永（410年—475年），字景云，吴郡吴县（今江苏省苏州市）人。南朝宋官員及將領，金紫光祿大夫、會稽太守张裕之子。張永在宋官至右光祿大夫，曾做過多項官職，更參與過元嘉北伐以及討伐劉劭、劉子勛、劉休範等多場內亂。

## 生平
張永初為吳郡主簿，後歷揚州從事、司徒士曹參軍、餘姚令及尚書中兵郎。元嘉十八年（441年），宋文帝以張永為尚書刪定郎，主掌刪節尚書中繁雜的條例制度。元嘉二十二年（445年），張永改任建康令，治績得到居民們的稱許，後又擔任廣陵王劉誕的北中郎錄事參軍。元嘉二十三年（446年），文帝建造華林園及玄武湖，就命令張永監統工事，相關事務都全交由張永決定。後又轉任江夏王劉義恭的太尉中兵參軍、越騎校尉、振武將軍兼廣陵南沛二郡太守。二十八年（451年）隨義恭轉驃騎中兵參軍。

### 北伐失敗
宋文帝本來已經很欣賞張永的才學，及後更認為他才能足以為將，遂於元嘉二十九年（452年）四月以張永督冀州青州之濟南樂安太原三郡諸軍事、揚威將軍、冀州刺史，並在六月讓他與北伐統帥兗徐二州刺史蕭思話督王玄謨及申坦等諸將進行北伐。張永隨後率領大軍進攻碻磝，但歷十八日之久仍未能攻下，至八月七日夜晚，北魏守軍開城門反擊，燒毀了宋軍的攻城器具，不少士兵被燒死或死於魏軍進攻，張永在當晚就撤退，更沒有向諸將報告，這更加動搖了宋軍士氣，遂大敗予北魏軍。蕭思話增援不果，唯有撤兵，並將張永及申坦收捕在歷城獄中。宋文帝對此極度失望，並指責諸將。

### 歷履眾官
元嘉三十年（453年），太子劉劭弒父登位，他起用了張永為青州徐州之東安東莞二郡諸軍事、輔國將軍、青州刺史。不久，南譙王劉義宣起兵討伐劉劭，板授張永為冀州青州之濟南樂安太原三郡諸軍事、輔國將軍、冀州刺史。張永則派了司馬崔勋之及中兵參軍劉則領兩支軍隊參與討伐。同年，劉劭被平定，領導討伐的武陵王劉駿登位，即宋孝武帝；張永亦獲召為劉義恭的大司馬從事中郎，領中兵。孝建元年（454年），劉義宣與臧質等人以荊江豫徐四州起兵反對孝武帝，孝武帝派張永輔助武昌王劉渾出鎮京口防備。同年事平後，張永任揚州別駕從事史。孝建二年（455年）入為尚書左丞，任內鑑於當時將士一年三度休假，令路上時常都有趕路的休假士兵，建議改假期為一年，既解將士思念之情，亦不會加添士兵疲勞，更不會因為士兵頻密往還而妨礙人民農耕生產。建議得孝武帝聽從。
大明元年（457年），張永改任黃門侍郎，不久再領虎賁中郎將、本郡中正。大明三年（459年）調任廷尉，加寧朔將軍。後歷尚書吏部郎、司徒右長史及尋陽王劉子房的冠軍長史。大明四年（460年）因建明堂而讓張永以本官兼領將作大匠。建好後又轉任太子右衞率。大明七年（463年）因孝武帝為寵愛的殷淑儀立廟而讓張永再度兼任將作大匠，又轉任右衞將軍。同年，孝武帝南巡，想從宣城的候道往東走，並命張永走水道，可是張永因為當時遇旱而無法前進，孝武帝怒而免其官職。大明八年（464年），因著孝武帝愛子新安王劉子鸞擔任南徐州刺史，張永本郡吳郡被劃歸南徐州，而張永亦獲任命為南徐州別駕從事史。同年又調任御史中丞。

### 義嘉之難
永光元年（465年），張永外任吳興太守，不久轉度支尚書。該年年末，主衣壽寂之殺宋前廢帝，宋明帝即位，並以張永為吏部尚書。張永未及拜官，國內大部分州郡都不承認明帝政權，轉而支持在尋陽的晉安王劉子勛，明帝終以張永為冠軍將軍假節、吳郡太守，領兵討伐反抗自己的揚州各郡。在各軍的進攻之下，接連攻取了吳興郡、義興郡、吳郡及晉陵郡，明帝遂抽調張永等數支兵力應付其他戰線張永改任使持節、監青冀并四州諸軍事、前將軍、青冀二州刺史，負責討伐徐州刺史薛安都等淮北州郡，並擊敗了安都堂侄薛索兒。泰始二年（466年）八月，尋陽失陷，劉子勛被殺，宋明帝取得了勝利，而仍然抵抗明帝的各州刺史聞訊亦相繼投降，其中就包括了徐州刺史薛安都。不過，明帝此時卻想示威淮外，命令沈攸之及張永率領重兵迎降，時張永為使持節、都督南兗徐二州諸軍事、南兗州刺史、散騎常侍、鎮軍將軍。明帝加其督前鋒軍事，率兵向彭城。安都見此，恐懼不為明帝所容，遂轉而向北魏求援。
北魏所派的尉元及孔伯恭軍先入彭城，張永嘗試攻城但失敗，及後尉元反擊，斷絕張永糧道，並攻下王穆之所守的武原，攻奪宋軍輜重。泰始三年（467年）正月，張永棄城夜走，但因天寒大雪令泗水河面結冰，張永被逼棄船徒步，大半随行士兵凍死，七八成日凍得手腳壞死，而尉元及薛安都更領兵前後夾擊，在呂梁以東大破宋軍，陣亡者數以萬計，丟棄大量軍需物資；張永也凍掉了腳趾，僅僅逃還，第四子也陣亡。敗後張永轉都督會稽東陽臨海永嘉新安五郡諸軍事、會稽太守，降號為左將軍。不過，張永獲追賞擊破薛索兒，獲封孝昌縣侯，食邑千戶。但在會稽太守任內，張永因為賓客謝方童等人貪污被處死，又再降號冠軍將軍。
泰始四年（468年），張永入為太子詹事，加散騎常侍、本州大中正。泰始六年（470年）再加護軍將軍，領石頭戍事，給鼓吹隊一部。泰始七年（471年）又轉金紫光祿大夫，不久再領護軍將軍。宋後廢帝即位後進為右光祿大夫，加侍中，領安成王師，加親信二十人。後領本州中正並外調吳郡太守，增秩為中二千石，仍兼侍中及右光祿大夫。

### 愧而病逝
元徽二年（474年），改任使持節、都督南兗徐青冀益五州諸軍事、征北將軍、南兗州刺史，仍兼侍中。一直想為朝廷出力的張永得到這任命後十分高興，立即就還都，但仍未出鎮就遇上桂陽王劉休範起兵叛亂，張永於是帶著所領軍隊出屯白下。休範到新亭後，派別軍進攻朱雀航，守航的王道隆及劉勔戰敗被殺，叛軍遂得進攻皇宮南掖門，張永派人去察看後得到臺城陷落的報告，張永部眾因而潰散，張永亦棄軍逃回住所南苑。可是事實上劉休範已在新亭被張敬兒所殺，而進攻禁中的叛軍亦被陳顯達等軍消滅。張永事後被權臣阮佃夫追究，在蕭道成申明之下終以舊臣而不獲加罪，只是免官削爵了事，但張永亦感愧疚，更因而病發，終在元徽三年（475年）去世，享年六十六歲。宋順帝昇明二年（478年），張永獲追贈侍中、右光祿大夫。

## 性格特徵
- 张永博览经史，善隶书、能寫文章，又通音律，騎射雜藝等方方面面技藝都懂得，亦有巧思，故深受宋文帝的信任。而張永的紙和墨都是自己造的，故文帝每次拿到張永呈上的信件奏表都會拿來把玩一番，並慨嘆自己用的紙墨比不上張永的。又一次宋孝武帝聽到太極殿前大鍾的音色不佳，張永一問之下即表示大鐘因殘留銅渣而受影響，並敲鐘確定出現銅渣位置，移除後鐘聲果然變得響亮了[5]。
- 張永年輕時就已經歷居各官，志向就是為國盡力，故晚年擔當吳郡太守時優遊清閒，反倒令他很不高興。

## 子女
- 張瓌，南齊及南梁光祿大夫。
- 張稷，南齊及南梁侍中。

## 主要參照
- 《宋书·卷53·张永傳》
- 《南史·卷31·张永傳》

## 延伸阅读
[在维基数据编辑]
 《宋書·卷53》，出自沈约《宋书》